# 林书香
林书香（1941年11月—），男，山东栖霞人，中华人民共和国政治人物，曾任山东省人民政府副省长，山东省政协副主席，第八、九届全国人大代表。